# Paragria
Paragria là một chi bướm đêm thuộc họ Erebidae.